# درای تاورن (پنسیلوانیا)
درای تاورن (به انگلیسی: Dry Tavern) یک منطقهٔ مسکونی در ایالات متحده آمریکا است که در شهرستان گرین، پنسیلوانیا واقع شده‌است. درای تاورن ۳٫۵۰ کیلومتر مربع مساحت و ۶۹۷ نفر جمعیت دارد و ۳۱۴٫۸۶ متر بالاتر از سطح دریا واقع شده‌است.